# Nazionale femminile di pallacanestro della Tunisia
La nazionale femminile di pallacanestro della Tunisia rappresenta la Tunisia nelle manifestazioni internazionali di pallacanestro ed è controllata dalla Federazione cestistica della Tunisia.

## Piazzamenti

### Campionati del mondo
- 2002 - 16°

### Campionati africani
- 1974 -  2°
- 1977 - 5°
- 1981 - 6°
- 1990 - 4°
- 2000 -  2°
- 2003 - 6°

- 2007 - 11°
- 2009 - 10°
- 2011 - 10°
- 2017 - 11°
- 2019 - 12°
- 2021 - 11°

### Giochi del Mediterraneo
- 2001 - 8°

## Formazioni

### Mondiali
Campionato mondiale femminile di pallacanestro 20024 Zbidi, 5 Ksouri, 6 Zagrouba, 7 Abid, 8 Chelly, 9 Soltani, 10 Oueslati, 11 Barkallah, 12 Soudani, 13 Khriji, 14 Chebli, 15 Ben Othmane,        All. Smiri Ezzedine

### Campionati africani
Campionato africano femminile di pallacanestro 19904 Mokdad, 5 Rezgui, 6 Bel Alia, 7 Hamrouni, 8 Ghariani, 9 Boughouri, 10 Abid, 11 Mahmoud, 12 Ammar, 13 Ladjimi, 14 el-Jed, 15 Ben Salah,        All. -
Campionato africano femminile di pallacanestro 20004 Zbidi, 5 S. Mzali, 6 M. Tounsi, 7 Abid, 8 S. Raouani, 9 A. Hamrouni, 10 Oueslati, 11 Chebli, 12 Soudani, 13 Khriji, 14 Nafetni, 15 S. Hat Salah,        All. -
Campionato africano femminile di pallacanestro 20034 Zbidi, 5 Zaghoud, 6 Zagrouba, 7 Abid, 8 Taous, 9 Soltani, 10 Ouerghi, 11 Barkallah, 12 Soudani, 13 Khelil, 14 Nafetni, 15 Ksouri,        All. -
Campionato africano femminile di pallacanestro 20074 Ouertani, 5 Jlida, 6 Soltani, 7 Zagrouba, 8 Chelly, 9 Adsi, 10 Gannar, 11 Barkallah, 12 Zaghoud, 13 Khriji, 14 Chebli, 15 Msadek,        All. Mohamed Bayoudi
Campionato africano femminile di pallacanestro 20094 Ouertani, 5 Mefteh, 6 Hamrouni, 7 Zagrouba, 8 Chelly, 9 Adsi, 10 Gannar, 11 Dhouibi, 12 M'Nasria, 13 Arami, 14 Iboubli, 15 Msadek,        All. Pape Moussa Touré
Campionato africano femminile di pallacanestro 20114 Mefteh, 5 Khlifa, 6 Hamrouni, 7 Msadek, 8 Chelly, 9 Zineddine, 10 Gannar, 11 Zaghoud, 12 M'Nasria, 13 Jlida, 14 Inoubli, 15 Arami,        All. Pape Moussa Touré
Campionato africano femminile di pallacanestro 20174 Ben Mahmoud, 5 Hamrouni, 6 Shili, 7 Ben Mechlia, 8 Mefteh, 9 Jedidi Mistiri, 10 Msadak, 11 Khlifa, 12 Loubiri, 13 Ksouri Sbeii, 14 Ben Ameur, 15 M'Nasria,        All. -
Campionato africano femminile di pallacanestro 20196 Shili, 7 Ben Mechlia, 8 Baccar, 9 Jedidi Mistiri, 11 Loubiri, 13 Ben Gara, 23 Laouni, 28 Houch, 67 M. Hamrouni, 77 H. Hamrouni, 84 Mefteh, 89 Msadek,        All. Moez Monastiri
Campionato africano femminile di pallacanestro 20196 Shili, 7 Ben Mechlia, 8 Baccar, 9 Jedidi Mistiri, 11 Loubiri, 13 Ben Gara, 23 Laouni, 28 Houch, 67 M. Hamrouni, 77 H. Hamrouni, 84 Mefteh, 89 Msadek,        All. Moez Monastiri